# Ciorani
Ciorani è un comune della Romania di 7 103 abitanti, ubicato nel distretto di Prahova, nella regione storica della Muntenia. 
Il comune è formato dall'unione di 2 villaggi: Cioranii de Jos e Cioranii de Sus.